# Edrino, Kărdjali
Edrino (în bulgară Едрино) este un sat în comuna Krumovgrad, regiunea Kărdjali,  Bulgaria. 

## Demografie
Componența etnică a satului Edrino
     Turci (28,05%)
     Bulgari (8,63%)
     Nicio identificare (63,3%)
     Altele (0%)
La recensământul din 2011, populația satului Edrino era de 278 locuitori. Nu există o etnie majoritară, locuitorii fiind turci (28,05%) și bulgari (8,63%). Pentru 63,3% din locuitori nu este cunoscută apartenența etnică.